# Алекс Гіггінс
Александер (Алекс) Гордон Гіггінс (англ. Alex Higgins; 18 березня 1949 — 24 липня 2010) — колишній професійний гравець у снукер із Північної Ірландії, чемпіон світу 1972 і 1982 років.

## Коротка біографія
Будучи народженим у Белфасті, Алекс Гіггінс був вихований як прихожанин Ірландської церкви. Почав грати в снукер у віці 11 років, часто в клубі Jampot у своєму рідному районі Сенді-Роу на півдні Белфаста, а пізніше в YMCA у сусідньому центрі міста.
У 14 років Гіггінс переїхав до Англії та розпочав кар'єру жокея. Однак ця кар'єра не була тривалою і у 1965 році він повернувся до Белфаста та зробив свій перший максимальний брейк (147 очок) на тренуванні.
Незважаючи на численні суперечки з функціонерами та іншими гравцями поза снукерним столом, Алекс "Ураган" Гіггінс був одним із найпопулярніших гравців, які коли-небудь грав у цю гру. Він зіграв значну роль у відродженні інтересу до снукеру протягом 1970-х та 1980-х.
Відомий своїм ефектним ігровим стилем. Хоча Гіггінс і не вигравав трофеїв, яких, можливо, заслуговував його талант, ті, хто спостерігав його грою на піку форми, напевно ніколи не забудуть те, що Алекс міг робити за снукерним столом. Недарма, крім нікнейму "Ураган", який був його офіційним другим ім'ям, Алекса Гіггінса часто називали "народним чемпіоном".

## Віхи кар'єри
1972 рік. Розпочав професійну кар'єру і переміг на Чемпіонаті світу, який тоді не вважався рейтинговим змаганням. У фіналі здолав Джона Спенсера 37-32.
1976 рік. Знову виходить до фіналу Чемпіонату світу, де програє Рею Ріардону 16-27.
1978 рік. Здобуває титул чемпіона Мастерс, перемігши Кліффа Торбурна 7-5.
1980 рік. Утретє виходить до фіналу світової першості, де поступається Кліффу Торбурну 16-18.
1981 рік. Вдруге виграє Мастерс, у фіналі переможений Террі Гріффітс 9-6.
1982 рік. Здобуває другий титул у Крусіблі, перемігши в фіналі Рея Ріардона 18-15 і зробивши брейк у 135 очок в останньому фреймі. Після цього міг очолити професійний рейтинг, але був позбавлений певної кількості очок через дисциплінарні санкції.
1983 рік. У фіналі Чемпіонату Великої Британії перемагає Стіва Девіса 16-15, поступаючись по ходу матчу 0-7.
1989 рік. Здобуває свій останній трофей у професійній кар'єрі - тріумфує на Irish Masters, перемагаючи в фіналі молодого Стівена Хендрі у вирішальному фреймі 9-8.

## Особисте життя
Перший шлюб Алекса Гіггінса був з Карою Гаслер у квітні 1975 року в Сіднеї. У них народилася дочка Крістель і вони розлучилися. Вдруге він одружився з Лінн Авісон у 1980 р. У них народилася дочка Лорен (наприкінці 1980 року) та син Джордан (березень 1983 року). Вони розлучилися в 1985 році. У цьому ж році Гіггінс розпочав стосунки із Сіобхан Кід, які закінчилися в 1989 році після того, як він нібито вдарив її феном.
У 1983 році Алекс Гіггінс допоміг молодому хлопцеві з Манчестера, його шанувальнику, який був у комі два місяці. Його батьки з відчаю написали Гіггінсу. Він записав повідомлення з побажаннями одужання на магнітофон і надіслав їх хлопчикові. Пізніше він відвідав хлопчика в лікарні, а після його одужання зіграв з ним снукерний матч.
Він опублікував свою автобіографію «З ока урагану: моя історія» у 2007 році.
Незважаючи на серйозні проблеми зі здоров'ям, включаючи початок раку горла, Гіггінс впродовж останніх років життя здійснив пару невдалих повернень до гри та брав участь разом із Джиммі Вайтом виставкових матчах. У 2009 році він виступив на ігровому шоу BBC «Найслабша ланка».
Алекс помер 24 липня 2010 року у віці 61 року.